# 上莱茵集团军群
上萊茵高級司令部（德語：Oberkommando Oberrhein），也被錯誤地稱為上莱茵集团军群（德語：Heeresgruppe Oberrhein），是第二次世界大戰期間在德國國防軍在西线建立的一個短命指挥。上萊茵高級司令部於1944年11月26日成立，並於1945年1月25日解散。該司令部的唯一指揮官是海因里希·希姆萊。
儘管英語資源將此命令稱為“集团军群”（Army group），但德語術語Oberkommando實際上意思是“高級指挥部”。因此上萊茵司令部不是一個隸屬於戰區司令部的集團軍，而是一個與戰區司令部同等重要的司令部，它直接向國防軍最高指挥部（OKW）和阿道夫·希特勒報告。德語词汇“上萊茵”指萊茵河上游，也即阿尔萨斯-洛林和巴登地区，这是該司令部負責防禦的地理區域。